# استرو (خواننده)
استرو (‎/ɛsˈtɛroʊ/‎ es-TERR-oh؛ متولد ۲۳ دسامبر ۱۹۷۸ جنی بی کریستینا انگلیسی در استراتفورد، انتاریو) یک خواننده و ترانه‌سرای کانادایی است که در لس آنجلس، کالیفرنیا زندگی می‌کند. نام استرو هم به خواننده و هم قبلاً به تیم دو نفره خودش و تهیه‌کننده داک مک کینی اشاره دارد.
صدای استرو به‌طور مشخص صدای او را با ترکیبی از خطوط بیس دلپذیر، ترومپت‌های جازی، گیتار اسپانیایی و هیپ هاپ نشان می‌دهد. او را گاهی با هنرمندان بیورک, پورتیس‌هد, بیلی هالیدی و شادی مقایسه می‌کنند. هنرمندان زن بعدی که استرو را در میان تأثیرات خود به حساب می‌آورند عبارتند از Res, فرگی و همکار کانادایی نلی فورتادو.